# Dotylaphus ruehmi
Dotylaphus ruehmi är en rundmaskart. Dotylaphus ruehmi ingår i släktet Dotylaphus och familjen Allantonematidae. Inga underarter finns listade i Catalogue of Life.